# 67–69 South Street (St Andrews)

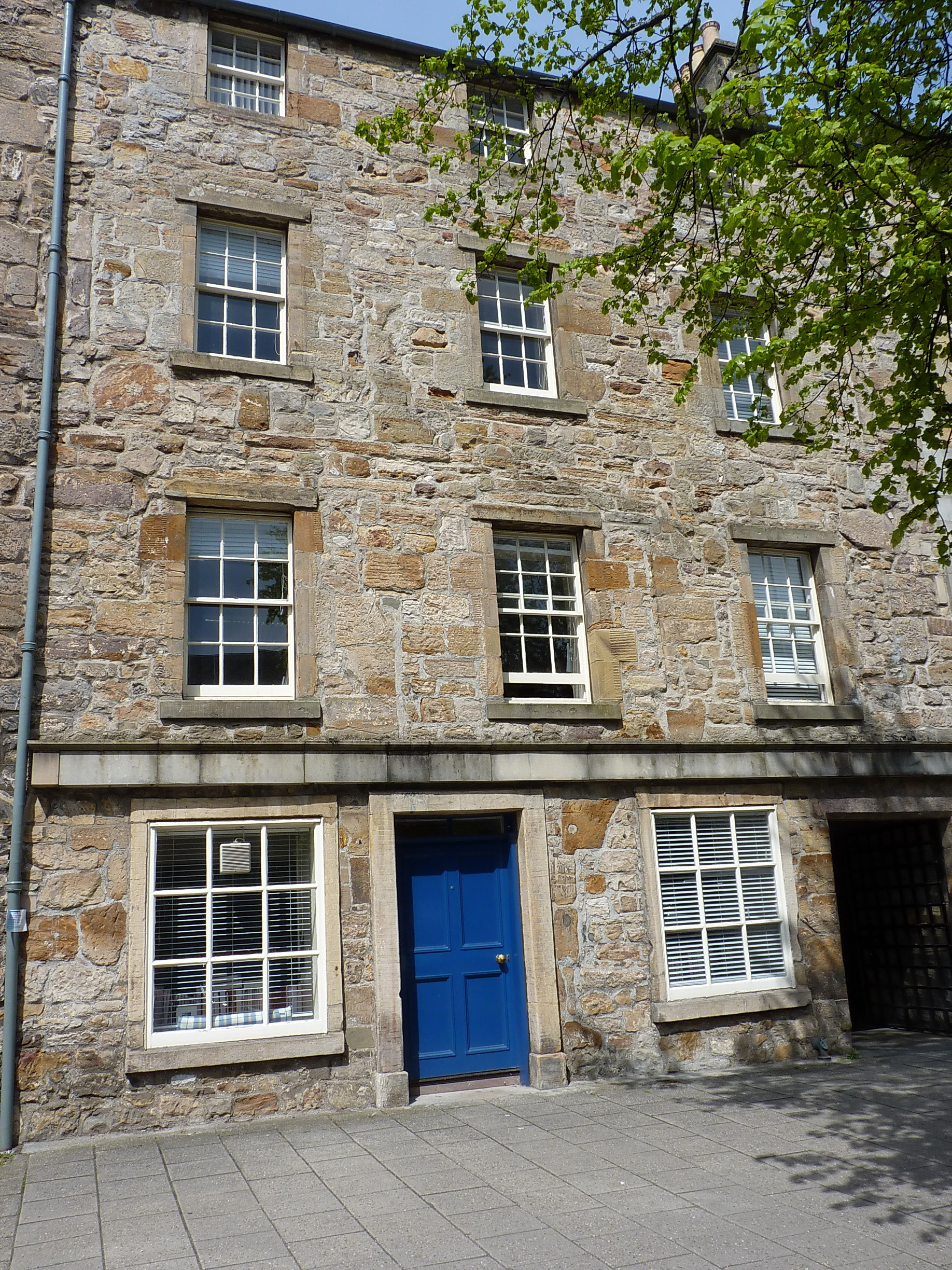
67–69 South Street

Unter der Adresse 67–69 South Street in der schottischen Stadt St Andrews in der Council Area Fife befindet sich ein Wohngebäude. 1959 wurde das Bauwerk als Einzeldenkmal in die schottischen Denkmallisten in der höchsten Denkmalkategorie A aufgenommen.

## Beschreibung
Das Wohngebäude stammt aus dem 16. Jahrhundert. Im Laufe der Jahrhunderte wurde es überarbeitet und zuletzt im Jahre 1974 restauriert.
Das vierstöckige Wohngebäude steht an der Nordseite der South Street (A918) im historischen Zentrum St Andrews’. Links schließt sich das St John’s House an. Seine südexponierte Bruchsteinfassade ist drei Achsen weit. Die beiden oberen Geschosse wurden zu einem späteren Zeitpunkt aufgestockt. Rechts führt ein Durchgang auf den Hinterhof. Bei dem schließenden Metallgittertor handelt es sich um ein Replikat. Im Erdgeschoss sind Geschäftsräume untergebracht. Die Decken der rückwärtig abgehenden Flügel sind teils als Gewölbe gearbeitet. Die abschließenden Dächer sind mit Schiefer eingedeckt.